# Roar Johansen (calciatore)
Roar Johansen (Fredrikstad, 8 luglio 1935 – Fredrikstad, 23 ottobre 2015) è stato un calciatore norvegese, di ruolo difensore.